# 네 손을 위한 세 개의 행진곡
네 손을 위한 세 개의 행진곡, 작품 번호 45는 루트비히 판 베토벤에 의해 쓰인 연탄곡이다.
이 행진곡들의 작곡 시기는 대략 1803년경으로, 작곡을 하게 된 동기는 베토벤의 초기 후원자에 속하는 요한 게오르크 폰 브라운 백작의 의뢰 때문이었다.  그러나 헌정은 마리아 에스테르하지 공주에게 이루어지고 있다.
이 세 개의 행진곡은 베토벤의 가장 다채롭고 화려한 작품 중 하나로, 연탄곡 장르의 걸작에 속한다. 모든 피아노 음악 가운데서도 이 세 개의 행진곡은 꽤 강력한 특징을 갖고 있다. 스타일은 일화적이지 않고 다소 교향곡적이다.

## 구성
작품은 세 개의 행진곡으로 구성되어 있다:
1. Allegro ma non troppo (C major)
2. Vivace (E♭ major)
3. Vivace (D major)

각 행진곡의 길이는 약 3분 30초 정도이다.
제1행진곡, 알레그로 마 톤 트롭포 다장조
브라운 백작과 그의 친구들을 꽤 만족시켰을 영광스럽고 장엄하게 들리는 주제로 시작된다. 처음 세 개의 음표는 트리오 부분을 제외한 모든 부분에 스며들고 있으며 즐겁고 귀족적인 분위기를 이어간다. 두 명의 연주자를 위한 쓰기는 건반의 범위를 최대한 활용하며 상당한 기술적 요구 사항을 요구한다.
제2행진곡, 비바체 내림마장조
더욱 격렬하게 시작된다. 여기에서는 재치와 색채로 활기를 띠는 베토벤의 매니시한 성품을 특징으로 한다. 드롤베이스의 리듬감 있는 중간 부분이 상당히 유쾌하다. 이것은 트리오 중 가장 효과적일 수 있다.
제3행진곡, 비바체 라장조
다채롭고 활력이 넘치며 많은 트릴과 기타 화려한 피아노 효과가 특징이다. 중간 부분은 매력적이고 리드감 있는 쓰기를 포함하고 있으며, 마지막 부분은 능숙하게 짜여진 유머가 반짝반짝 빛난다.